# Никитинское (около д. Муравьёво)
Никитинское — деревня в Благовещенском сельском поселении Большесельского района Ярославской области.

## География
Деревня расположена в 4 км на юг от деревни Муравьёво, в 13 км на юго-восток от центра поселения деревни Борисовское и в 20 км на северо-восток от районного центра Большого Села. 

## История
В конце XIX — начале XX века деревня являлась центром Андреевской волости Романово-Борисоглебского уезда Ярославской губернии.
С 1929 года деревня входила в состав Благовещенского сельсовета Тутаевского района, с 1935 года — в составе Большесельского района, с 2005 года — в составе Благовещенского сельского поселения.

## Население
| 1859 | 1914 | 2002 | 2010 |
| ---- | ---- | ---- | ---- |
| 46   | ↗54  | ↘0   | →0   |